# Scapsipedus
Scapsipedus is een geslacht van rechtvleugeligen uit de familie krekels (Gryllidae). De wetenschappelijke naam van dit geslacht is voor het eerst geldig gepubliceerd in 1877 door Saussure.

## Soorten
Het geslacht Scapsipedus omvat de volgende soorten:
- Scapsipedus amplus Gorochov, 1988
- Scapsipedus bastardoi Otte & Perez-Gelabert, 2009
- Scapsipedus caymani Otte & Perez-Gelabert, 2009
- Scapsipedus felderi Saussure, 1877
- Scapsipedus flavomarginatus Chopard, 1934
- Scapsipedus jamaicensis Otte & Perez-Gelabert, 2009
- Scapsipedus latus Gorochov, 1988
- Scapsipedus limbatus Saussure, 1877
- Scapsipedus marginatus Afzelius & Brannius, 1804
- Scapsipedus meridianus Otte & Cade, 1984
- Scapsipedus mjagkovi Gorochov, 1988
- Scapsipedus niger Chopard, 1954
- Scapsipedus nigriceps Chopard, 1954
- Scapsipedus obscuripennis Chopard, 1938
- Scapsipedus obscuripes Chopard, 1962
- Scapsipedus raychaudhurii Bhowmik, 1967
- Scapsipedus steinbergi Gorochov, 1988
- Scapsipedus thesigeri Gorochov, 1993